# Karl Rheinwalt
Karl Rheinwalt (* 2. Juni 1928 in Pirmasens; † 14. Oktober 1993 ebenda) war ein deutscher Politiker (SPD). Er amtierte von 1967 bis zu seinem Tod als Oberbürgermeister der Stadt Pirmasens.

## Leben
Rheinwalt wuchs in Pirmasens auf und studierte in Mainz an der Johannes Gutenberg-Universität Rechts- und Wirtschaftswissenschaften, bevor er 1967 als Nachfolger von Jakob Schunk zum Oberbürgermeister von Pirmasens gewählt wurde.
Die Amtszeit Rheinwalts begann mit der letzten Hochphase der Schuhindustrie in Pirmasens, aber auch mit deren ersten Krisenzeichen wie dem Verkauf und der Verkleinerung der Schuhfabrik Rheinberger 1973. Der Oberbürgermeister bemühte sich um die Erneuerung und Verbesserung der Infrastruktur. Einen Rückschlag stellte das Scheitern des Autobahnausbaus der A8 zwischen Pirmasens und Karlsruhe 1979 dar. 1984 wurde die neue Fußgängerzone entlang der Hauptstraße eingeweiht, 1988 das umgebaute Hallen- und Freibad und das neue Krankenhaus der Stadt. Die postmoderne Neugestaltung des Exerzierplatzes vor dem Rathaus wurde in seiner Amtszeit begonnen, aber erst 1995 fertiggestellt.
Ein großes Anliegen für Karl Rheinwalt als Oberbürgermeister war die Förderung der Kultur. 1990 stiftete die Stadt Pirmasens den Hugo-Ball-Preis, der seitdem alle drei Jahre vergeben wird. Die zeitweise leerstehenden oder sogar vom Abriss bedrohten, architektonisch bedeutsamen Altbauten des Königlich-Bayerischen Postamts und der ehemaligen Einsegnungshalle des Alten Friedhofs wurden beide 1986 unter Denkmalschutz gestellt. Noch in Rheinwalts Amtszeit begannen Baumaßnahmen zum Erhalt der Gebäude. Die klassizistische Friedhofshalle konnte 1993 als Ort für Kulturveranstaltungen unter dem Namen Carolinensaal eröffnet werden. Die Umnutzung der Alten Post wurde dagegen aufgrund der sich verschlechternden Finanzlage der Stadt und mehrfacher Konzeptänderungen erst 2013 abgeschlossen.
Im Oktober 1993 starb Rheinwalt überraschend im Amt. Sein bisheriger Stellvertreter Robert Schelp folgte ihm nach.

## Ehrungen
1988 erhielt Rheinwalt das Bundesverdienstkreuz 1. Klasse.  Nach seinem Tod benannte die Stadt Pirmasens 1997 den Karl-Rheinwalt-Ring in einem Neubaugebiet im Stadtviertel Horeb nach ihrem früheren Oberbürgermeister.